# Vườn quốc gia Araguaia
Vườn quốc gia Araguaia (Parque Nacional do Araguaia) là một vườn quốc gia nằm ở bang Tocantins, phía bắc Brasil. Nó được thành lập vào ngày 31 tháng 12 năm 1959 bởi nghị định liên bang số 45.570, dưới thời chính quyền của tổng thống Juscelino Kubitschek de Oliveira.
Ban đầu, vườn quốc gia Araguaia chiếm toàn bộ diện tích đảo Bananal, có diện tích 19.162,25 km² và là cù lao sông lớn nhất thế giới. Hiện nay, sau hai thay đổi ranh giới, vườn quốc gia chỉ còn có diện tích tương đương khoảng khoảng 5.623 km², bao gồm một phần ba khu vực phía bắc Bananal, thuộc hai đô thị Pium và Lagoa da Confusão.
Vườn quốc gia Araguaia nằm ở một vùng chuyển tiếp giữa rừng Amazon, savan nhiệt đới Cerrado và vùng đầm lầy Pantanal, bao gồm một số loài động vật hiện diện trong ba quần xã sinh vật cùng hệ thực vật khá đa dạng. Không những bảo tồn tính đa dạng sinh học hiện diện, nó còn đóng vai trò trong việc bảo tồn văn hóa dân tộc bản địa đang sinh sống bên trong vườn quốc gia.